# Anthophora dalmatica
Anthophora dalmatica es una especie de abeja del género Anthophora, familia Apidae. Fue descrita científicamente por Pérez en 1902.

## Distribución geográfica
Esta especie habita en el continente europeo, también en el norte de Asia (excepto China).